# Hannogne-Saint-Rémy
Hannogne-Saint-Rémy ist eine französische Gemeinde mit 111 Einwohnern (Stand: 1. Januar 2022) im Département Ardennes in der Region Grand Est (bis 2015 Champagne-Ardenne). Sie gehört zum Arrondissement Rethel, zum Kanton Château-Porcien sowie zum Gemeindeverband Pays Rethélois.

## Geographie
Umgeben wird Hannogne-Saint-Rémy von den Nachbargemeinden Sévigny-Waleppe im Westen und Nordwesten, Seraincourt im Nordosten und Osten, Saint-Fergeux im Südosten, Banogne-Recouvrance im Süden sowie Saint-Quentin-le-Petit im Südwesten.

## Bevölkerungsentwicklung
| Jahr                      | 1962 | 1968 | 1975 | 1982 | 1990 | 1999 | 2006 | 2012 | 2016 |
| Einwohner                 | 257  | 213  | 197  | 165  | 121  | 104  | 115  | 113  | 111  |
| Quelle: Cassini und INSEE |      |      |      |      |      |      |      |      |      |

## Sehenswürdigkeiten

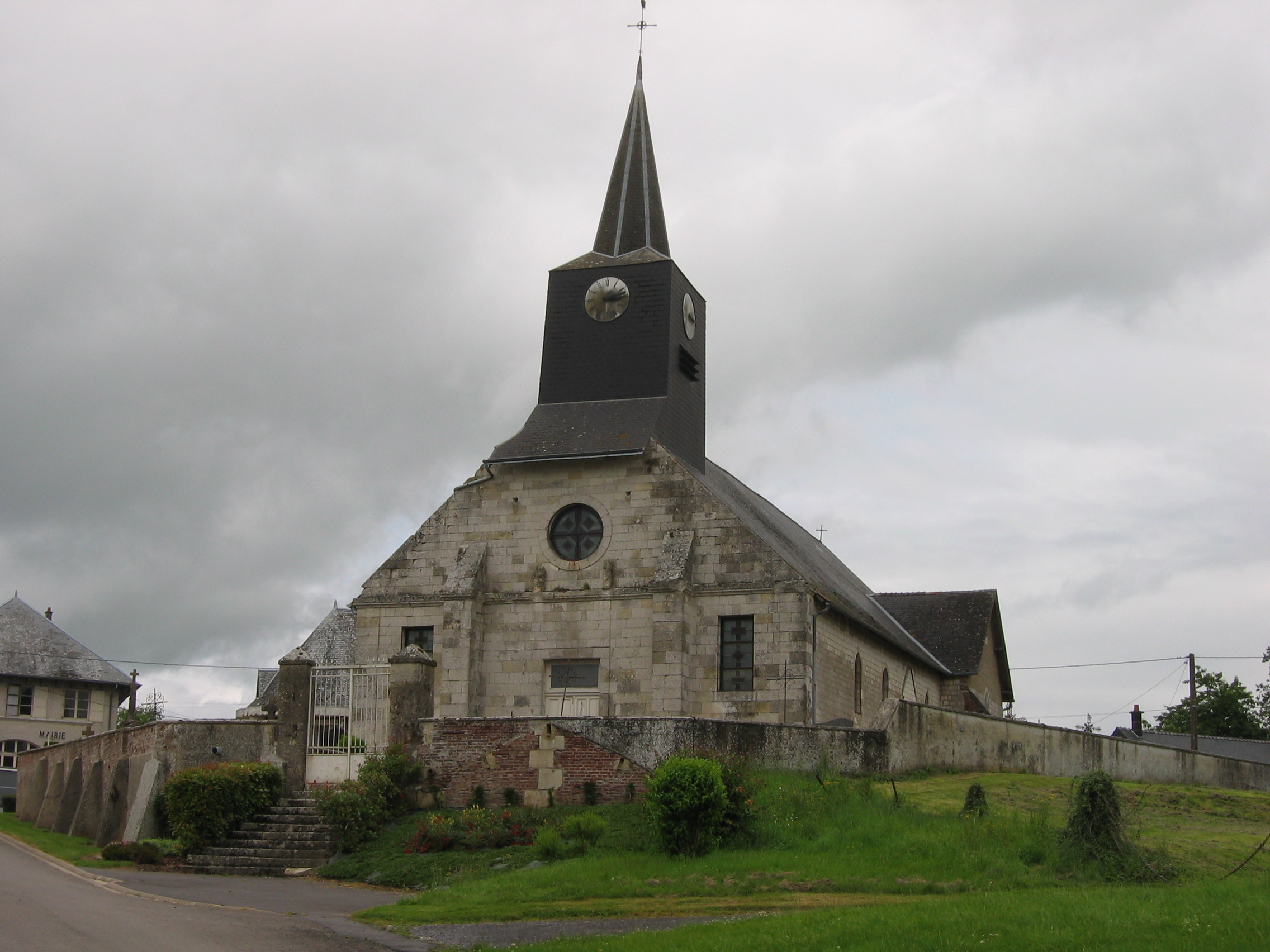
Kirche Saint-Pierre

- Kirche Saint-Pierre